# Парк, Норман
Норман Парк (англ. Norman Parke; род. 22 декабря 1986, Бушмилс) — британский североирландский боец смешанного стиля, представитель лёгкой весовой категории. Выступает на профессиональном уровне начиная с 2006 года, известен прежде всего по участию в турнирах бойцовской организации UFC, также выступал в таких организациях как ACB, BAMMA, KSW и др. Победитель бойцовского реалити-шоу The Ultimate Fighter.

## Биография
Норман Парк родился 22 декабря 1986 года в деревне Бушмилс графства Антрим, Северная Ирландия. В возрасте шестнадцати лет начал практиковать дзюдо, затем занялся вольной борьбой — в обеих этих дисциплинах становился национальным чемпионом Северной Ирландии. Позже освоил бокс, в 20 лет переключился на смешанные единоборства.

### Начало профессиональной карьеры
Дебютировал в ММА на профессиональном уровне в марте 2006 года, проиграв сдачей в первом же раунде. В дальнейшем, тем не менее, выступал сравнительно успешно — сделал серию из десяти побед подряд, появляясь время от времени в различных небольших промоушенах Великобритании. Его впечатляющая победная серия прервалась лишь в марте 2010 года после встречи с достаточно сильным ирландским бойцом Джозефом Даффи, который поймал его на удушающий приём сзади и заставил сдаться.
Несмотря на проигрыш, Парк продолжил активно выступать в смешанных единоборствах. Так, в последующие годы он одержал несколько значимых побед и завоевал титул чемпиона Cage Contender в лёгком весе.

### The Ultimate Fighter
В 2012 году Норман Парк стал одним из участников популярного бойцовского реалити-шоу The Ultimate Fighter — в данном сезоне бойцы из Великобритании противостояли бойцам из Австралии. Присоединившись к команде Росса Пирсона, одолел здесь всех попавшихся ему соперников, в том числе в финале единогласным решением взял верх над Колином Флетчером и стал таким образом победителем шоу.

### Ultimate Fighting Championship
Выиграв реалити-шоу TUF, в период 2013—2014 годов Парк достаточно успешно выступал в крупнейшей бойцовской организации мира Ultimate Fighting Championship, одержав победу над такими известными бойцами как Кадзуки Токудомэ, Джон Так и Наоюки Котани. Лишь в поединке с Леонарду Сантусом была зафиксирована ничья.
Однако начиная с 2015 года его карьера в UFC пошла на спад, последовали поражения от Глейсона Тибау, Франсиску Триналду и Рустама Хабилова. На этом его сотрудничество с организацией подошло к концу.

### Последующая карьера
В 2016 году Парк одержал победу на турнире российской организации Absolute Championship Berkut, затем выступал на турнирах промоушенов BAMMA и KSW.

## Статистика в профессиональном ММА
| Боёв 37         | Побед 28 | Поражений 7 |
| --------------- | -------- | ----------- |
| Нокаутом        | 4        | 1           |
| Сдачей          | 12       | 2           |
| Решением        | 12       | 4           |
| Ничьи           | 1        | 1           |
| Не состоявшихся | 1        | 1           |

| Результат    | Рекорд     | Соперник           | Способ                     | Турнир                                  | Дата             | Раунд | Время | Место                          | Примечание                                                                                      |
| ------------ | ---------- | ------------------ | -------------------------- | --------------------------------------- | ---------------- | ----- | ----- | ------------------------------ | ----------------------------------------------------------------------------------------------- |
| Поражение    | 28-7-1 (1) | Матеуш Гамрот      | TKO (Остановка доктором)   | KSW 53: Gamrot vs. Parke 3              | 11 июля 2020     | 3     | 3:02  | Вроцлав, Польша                |                                                                                                 |
| Победа       | 28-6-1 (1) | Марчин Вросек      | Раздельное решение         | KSW 50 London                           | 14 сентября 2019 | 3     | 5:00  | Англия, Лондон                 |                                                                                                 |
| Победа       | 27-6-1 (1) | Артур Совинский    | Единогласное решение       | KSW 49 Materla vs. Askham 2             | 14 апреля 2018   | 3     | 5:00  | Гданьск, Польша                |                                                                                                 |
| Победа       | 26-6-1 (1) | Борис Манковски    | Единогласное решение       | KSW 47 The X-Warriors                   | 23 марта 2019    | 3     | 5:00  | Лодзь, Польша                  |                                                                                                 |
| Победа       | 25-6-1 (1) | Майлс Прайс        | Единогласное решение       | Brave CF 13 - European Evolution        | 9 июня 2018      | 3     | 5:00  | Белфаст, Северная Ирландия     |                                                                                                 |
| Победа       | 24-6-1 (1) | Лукаш Хлевицкий    | Единогласное решение       | KSW 43: Soldić vs. Du Plessis           | 14 апреля 2018   | 3     | 5:00  | Вроцлав, Польша                |                                                                                                 |
| Не состоялся | 23-6-1 (1) | Матеуш Гамрот      | NC (тычок в глаз)          | KSW 40: Dublin                          | 22 октября 2017  | 2     | 4:39  | Дублин, Ирландия               |                                                                                                 |
| Поражение    | 23-6-1     | Матеуш Гамрот      | Единогласное решение       | KSW 39: Colosseum                       | 27 мая 2017      | 3     | 5:00  | Варшава, Польша                | Бой за титул чемпиона KSW в лёгком весе.                                                        |
| Победа       | 23-5-1     | Пол Редмонд        | Решение большинства        | BAMMA 28                                | 24 февраля 2017  | 3     | 5:00  | Белфаст, Северная Ирландия     | Провалил взвешивание, и вакантный титул чемпиона BAMMA в лёгком весе для него на кону не стоял. |
| Победа       | 22-5-1     | Эндрю Фишер        | Единогласное решение       | ACB 47                                  | 1 октября 2016   | 3     | 5:00  | Глазго, Шотландия              |                                                                                                 |
| Поражение    | 21-5-1     | Рустам Хабилов     | Единогласное решение       | UFC Fight Night: Silva vs. Bisping      | 27 февраля 2016  | 3     | 5:00  | Лондон, Англия                 |                                                                                                 |
| Победа       | 21-4-1     | Реза Мадади        | Единогласное решение       | UFC Fight Night: Holohan vs. Smolka     | 24 октября 2015  | 3     | 5:00  | Дублин, Ирландия               |                                                                                                 |
| Поражение    | 20-4-1     | Франсиску Триналду | Раздельное решение         | UFC Fight Night: Condit vs. Alves       | 30 мая 2015      | 3     | 5:00  | Гояния, Бразилия               |                                                                                                 |
| Поражение    | 20-3-1     | Глейсон Тибау      | Раздельное решение         | UFC Fight Night: McGregor vs. Siver     | 18 января 2015   | 3     | 5:00  | Бостон, США                    |                                                                                                 |
| Победа       | 20-2-1     | Наоюки Котани      | TKO (удары руками)         | UFC Fight Night: McGregor vs. Brandao   | 19 июля 2014     | 2     | 3:41  | Дублин, Ирландия               |                                                                                                 |
| Ничья        | 19-2-1     | Леонарду Сантус    | Решение большинства        | UFC Fight Night: Shogun vs. Henderson 2 | 23 марта 2014    | 3     | 5:00  | Натал, Бразилия                | С Парка сняли одно очко за прихватывание трусов Сантуса.                                        |
| Победа       | 19-2       | Джон Так           | Единогласное решение       | UFC Fight Night: Machida vs. Munoz      | 26 октября 2013  | 3     | 5:00  | Манчестер, Англия              |                                                                                                 |
| Победа       | 18-2       | Кадзуки Токудомэ   | Единогласное решение       | UFC 162                                 | 6 июля 2013      | 3     | 5:00  | Лас-Вегас, США                 |                                                                                                 |
| Победа       | 17-2       | Колин Флетчер      | Единогласное решение       | UFC on FX: Sotiropoulos vs. Pearson     | 15 декабря 2012  | 3     | 5:00  | Голд-Кост, Австралия           | Выиграл The Ultimate Fighter: The Smashes в лёгком весе.                                        |
| Победа       | 16-2       | Стивен Колл        | TKO (удары руками)         | Immortal Fight Championship 6           | 12 мая 2012      | 3     | 2:24  | Донегол, Ирландия              |                                                                                                 |
| Победа       | 15-2       | Маркос Нардини     | Единогласное решение       | CC 11: Robinson vs. Wain                | 8 октября 2011   | 3     | 5:00  | Белфаст, Северная Ирландия     | Выиграл титул чемпиона Cage Contender в лёгком весе.                                            |
| Победа       | 14-2       | Доминик Макконнелл | Сдача (треугольник руками) | Immortal Fighting Championship 3        | 11 сентября 2010 | 3     | 1:23  | Тирон, Северная Ирландия       |                                                                                                 |
| Победа       | 13-2       | Стюарт Дейвис      | TKO (удары руками)         | CC 6: Nelson vs. Mitchell               | 28 августа 2010  | 2     | 2:34  | Манчестер, Англия              |                                                                                                 |
| Победа       | 12-2       | Том Магвайр        | Сдача (гильотина)          | CC 5: McVeigh vs. Sitenkov              | 24 июля 2010     | 2     | 0:42  | Дублин, Ирландия               |                                                                                                 |
| Победа       | 11-2       | Иан Джонс          | Сдача (гильотина)          | Fight-Stars 2                           | 28 марта 2010    | 1     | 4:18  | Лидс, Англия                   |                                                                                                 |
| Поражение    | 10-2       | Джозеф Даффи       | Сдача (удушение сзади)     | Spartan Fight Challenge                 | 20 марта 2010    | 1     | 3:06  | Ньюпорт, Уэльс                 |                                                                                                 |
| Победа       | 10-1       | Майлз Прайс        | Сдача (гильотина)          | CC 3: Featherweight Tournament          | 5 февраля 2010   | 1     | 3:27  | Антрим, Северная Ирландия      |                                                                                                 |
| Победа       | 9-1        | Бен Дэвис          | Сдача (удушение сзади)     | TW 5: Night of Champions                | 3 октября 2009   | 1     | 3:10  | Коннахт, Ирландия              |                                                                                                 |
| Победа       | 8-1        | Али Маклин         | Сдача (удушение сзади)     | Immortal Fighting Championship 1        | 19 сентября 2009 | 2     | 4:05  | Тирон, Северная Ирландия       |                                                                                                 |
| Победа       | 7-1        | Мик Боуман         | Сдача (удушение сзади)     | OMMAC 1: Assassins                      | 8 августа 2009   | 1     | 2:06  | Ливерпуль, Англия              |                                                                                                 |
| Победа       | 6-1        | Марк Миллс         | TKO (удары руками)         | Strike and Submit 11                    | 5 июля 2009      | 3     | 3:40  | Гейтсхед, Англия               |                                                                                                 |
| Победа       | 5-1        | Пол Дженкинс       | Сдача (удушение сзади)     | HOP 11: Taking Over                     | 30 мая 2009      | 1     | 2:41  | Ньюпорт, Уэльс                 |                                                                                                 |
| Победа       | 4-1        | Доминик Макконнелл | Сдача (рычаг локтя)        | Chaos FC 4                              | 25 апреля 2009   | 1     | 1:10  | Лондондерри, Северная Ирландия |                                                                                                 |
| Победа       | 3-1        | Барри Оглсби       | Сдача (замок ноги)         | TW 4: The Next Generation               | 28 марта 2009    | 1     | 3:30  | Коннахт, Ирландия              |                                                                                                 |
| Победа       | 2-1        | Али Маклин         | Сдача (удушение сзади)     | Ultimate Fighting Revolution 14         | 21 августа 2008  | 2     | 4:50  | Белфаст, Северная Ирландия     |                                                                                                 |
| Победа       | 1-1        | Брайан Керр        | Сдача (рычаг локтя)        | Ultimate Fighting Revolution 13         | 18 мая 2008      | 1     | 2:10  | Белфаст, Северная Ирландия     |                                                                                                 |
| Поражение    | 0-1        | Грег Лоуфран       | Сдача (удушение сзади)     | Ultimate Fighting Revolution 5          | 12 марта 2006    | 1     | 1:43  | Тоомбридж, Северная Ирландия   |                                                                                                 |